# Omer Bartov
Omer Bartov (Ein HaHoresh, 17 aprile 1954) è uno storico accademico israeliano, tra i maggiori studiosi dell'Olocausto con particolare riguardo nei confronti del coinvolgimento della Wehrmacht nel genocidio messo in atto dalla Germania nazista durante la seconda guerra mondiale.

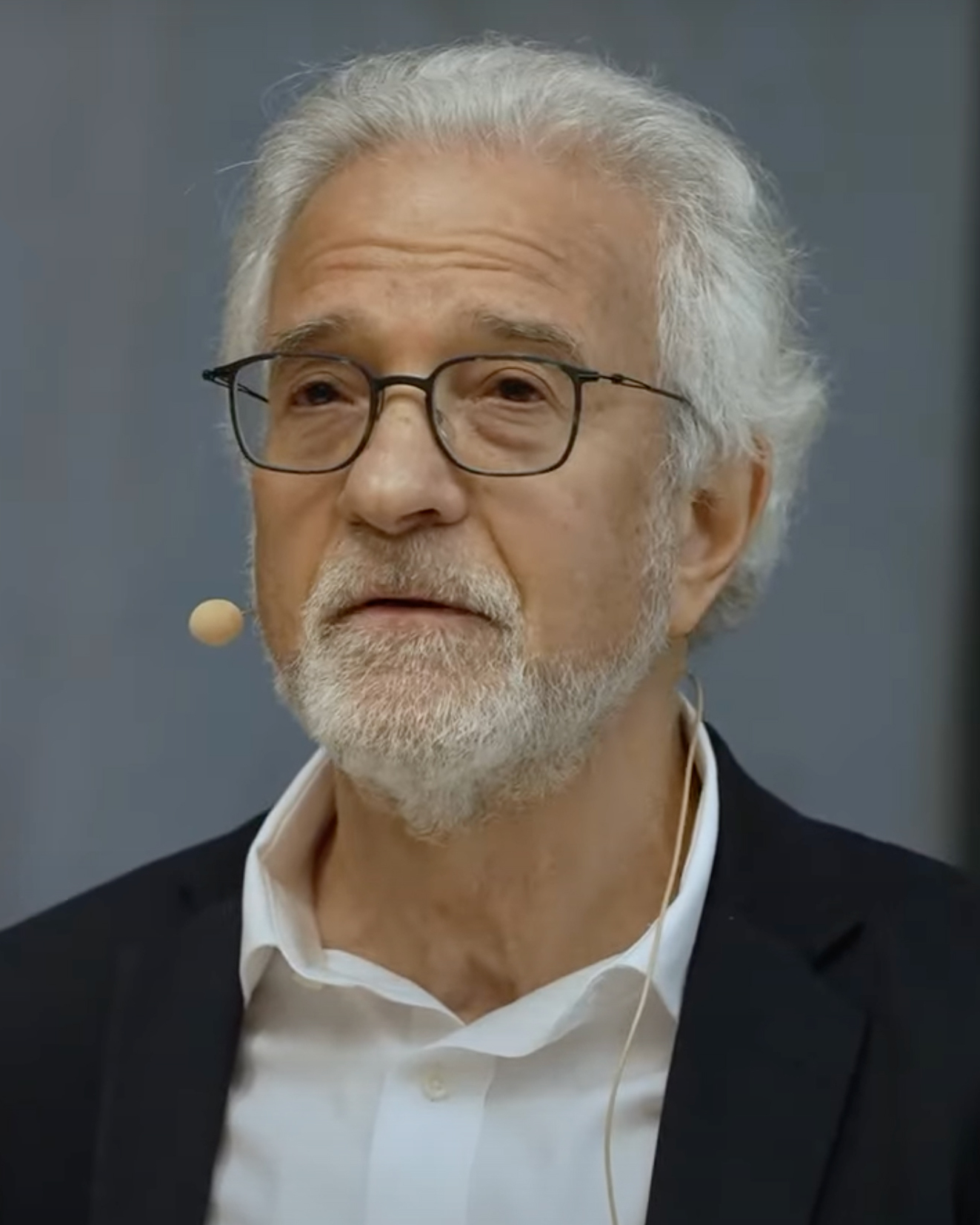
Omer Bartov nel 2022

Bartov ha sfidato l'opinione popolare secondo cui l'esercito tedesco era una forza apolitica poco coinvolta in crimini di guerra o crimini contro l'umanità durante la seconda guerra mondiale. Bartov ha invece dimostrato come la Wehrmacht fu in tutto e per tutto un'istituzione profondamente nazista, che ha svolto un ruolo chiave durante l'Olocausto nelle aree occupate dell'Unione Sovietica.

## Biografia
Omer Bartov è nato nel 1954 a Ein HaHoresh, in Israele. Suo padre, Hanoch Bartov, era un autore e giornalista i cui genitori erano immigrati nella Palestina mandataria dalla Polonia prima della nascita di Hanoch. La madre di Bartov emigrò nella Palestina mandataria da Buchach, in Ucraina, a metà degli anni '30. 
Bartov frequentò Tichon Hadash a Tel Aviv e prestò servizio nel Nahal. Ha frequentato l'Università di Tel Aviv, laureandosi in storia nel 1979. Bartov ha frequentato il St Antony's College di Oxford per gli studi di dottorato, ottenendo un D.Phil in storia nel 1983.

## Carriera
Bartov è stato Junior Fellow presso la Harvard Society of Fellows dal 1989 al 1992. Nel 1984 è stato Visiting Fellow presso il Davis Center for Historical Studies della Princeton University. 
Dal 1992 al 2000, Bartov ha insegnato alla Rutgers University, dove ha tenuto la cattedra Raoul Wallenberg in diritti umani. Alla Rutgers, Bartov è stato anche Senior Fellow presso il Rutgers Center for Historical Analysis. Bartov è entrato a far parte della facoltà della Brown University nel 2000. È stato eletto membro dell'American Academy of Arts and Sciences nel 2005.
Bartov ha fatto parte del comitato editoriale di Yad Vashem Studies per due decenni, ma si è dimesso durante la guerra di Gaza perché sentiva che i colleghi della rivista erano dell'opinione che "l'uccisione e la mutilazione di migliaia di bambini non è affare suo o perfettamente giustificata".

## Opinioni politiche
Nell'agosto 2023, Bartov è stato uno degli oltre 1.500 accademici e personaggi pubblici statunitensi, israeliani, ebrei e palestinesi a firmare una lettera aperta in cui affermava che Israele gestisce "un regime di apartheid" nei territori palestinesi occupati e invitava i gruppi ebraici statunitensi a parlare contro l'occupazione in Palestina.
Bartov ha detto che il trentasettesimo governo di Israele ha portato "un cambiamento molto radicale", aggiungendo: "Sono uno storico del XX secolo e non faccio analogie alla leggera" prima di raccontare come il movimento della politica marginale nel mainstream in Europa abbia portato al fascismo. Ha sottolineato: "Questo è il momento attuale in Israele. È terrificante vederlo accadere".
Nel gennaio 2024, Bartov ha affermato che Israele aveva ripetutamente espresso intenti genocidi contro i palestinesi della Striscia di Gaza durante la guerra di Gaza. Nell'agosto di quell'anno, dopo aver visitato nuovamente Israele a giugno, Bartov disse che il paese "era impegnato in crimini di guerra sistematici, crimini contro l'umanità e azioni genocide".  Il 24 aprile 2025, Bartov ha dichiarato: "È un termine improprio chiamarla 'guerra'. [...] Si tratta di un'occupazione da parte dell'IDF progettata per prendere il controllo di Gaza. Ci sarà, naturalmente, resistenza, ma sarà resistenza alla guerriglia". Ha anche notato che la violenza si è intensificata oltre Gaza per includere la Cisgiordania. Nel luglio 2025, Bartov ha scritto un saggio sul New York Times in cui è giunto alla conclusione che Israele sta commettendo un genocidio contro il popolo palestinese, osservando che anche altri esperti in studi sul genocidio erano giunti a questa conclusione. Sempre nel luglio 2025 ha dichiarato: "Questo è un genocidio. (...) Non è più una guerra: l'esercito demolisce, farà un lager a Rafah".

## Opere
- Historians on the Eastern Front Andreas Hillgruber and Germany's Tragedy, pages 325–345 from Tel Aviver Jahrbuch für deutsche Geschichte, Volume 16, 1987
- Hitler's Army: Soldiers, Nazis, and War in the Third Reich, Oxford Paperbacks, 1992
- Hitlers Wehrmacht. Soldaten, Fanatismus und die Brutalisierung des Krieges. (German edition) ISBN 3-499-60793-X.
- Murder in Our Midst: The Holocaust, Industrial Killing, and Representation, Oxford University Press, 1996
- The Eastern Front, 1941–1945: German Troops and the Barbarization of Warfare, Palgrave Macmillan, 2001
- Mirrors of Destruction: War, Genocide, and Modern Identity, Oxford University Press, 2002
- Germany's War and the Holocaust: Disputed Histories, Cornell University Press, 2003
- The "Jew" in Cinema: From The Golem to Don't Touch My Holocaust, Indiana University Press, 2005
- Erased: Vanishing Traces of Jewish Galicia in Present-Day Ukraine, Princeton University Press, 2007 (ISBN 978-0-691-13121-4). Paperback 2015 (ISBN 9780691166551).[10]
- Anatomy of a Genocide|Anatomy of a Genocide: The Life and Death of a Town Called Buczacz, Simon & Schuster, 2018
- The Butterfly and the Axe, Amsterdam Publishers, 2023